# Mimoun Ouitot
Mimoun Ouitot (arab. ‏ميمون وتوت‎) – marokański narciarz alpejski, uczestnik igrzysk olimpijskich w Grenoble.

## Osiągnięcia

### Igrzyska olimpijskie
| Miejsce | Dzień     | Rok  | Miejscowość | Konkurencja | Czas biegu | Strata | Zwycięzca         |
| ------- | --------- | ---- | ----------- | ----------- | ---------- | ------ | ----------------- |
| DNF1    | 12 lutego | 1968 | Grenoble    | Gigant      | 3:29,28    | –      | Jean-Claude Killy |

### Mistrzostwa świata
| Miejsce | Dzień     | Rok  | Miejscowość | Konkurencja | Czas biegu | Strata | Zwycięzca         |
| ------- | --------- | ---- | ----------- | ----------- | ---------- | ------ | ----------------- |
| DNF1    | 12 lutego | 1968 | Grenoble    | Gigant      | 3:29,28    | –      | Jean-Claude Killy |